# Drususbrücke

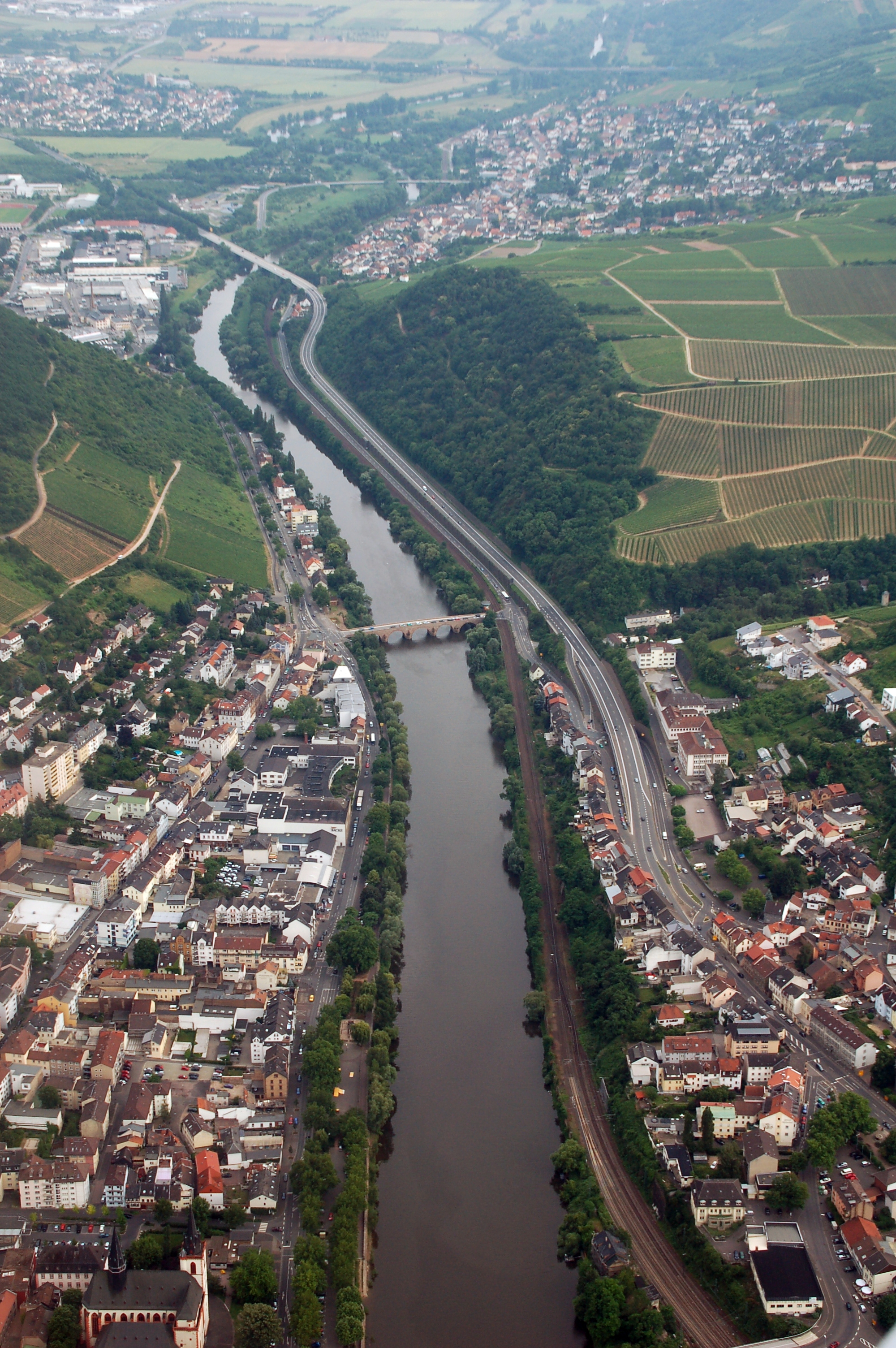
Drususbrücke im Nahetal (Blick flussaufwärts)

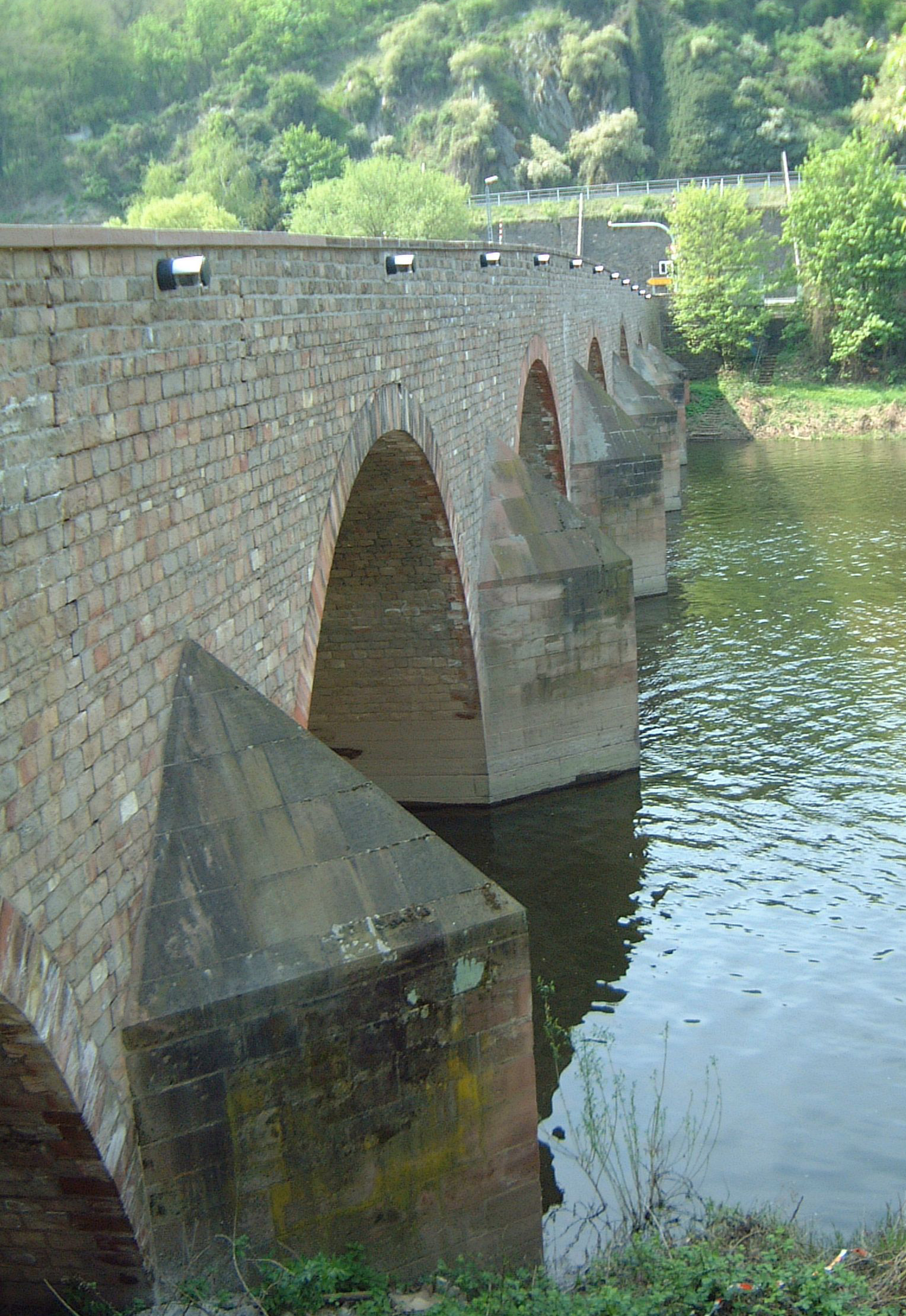
Drususbrücke

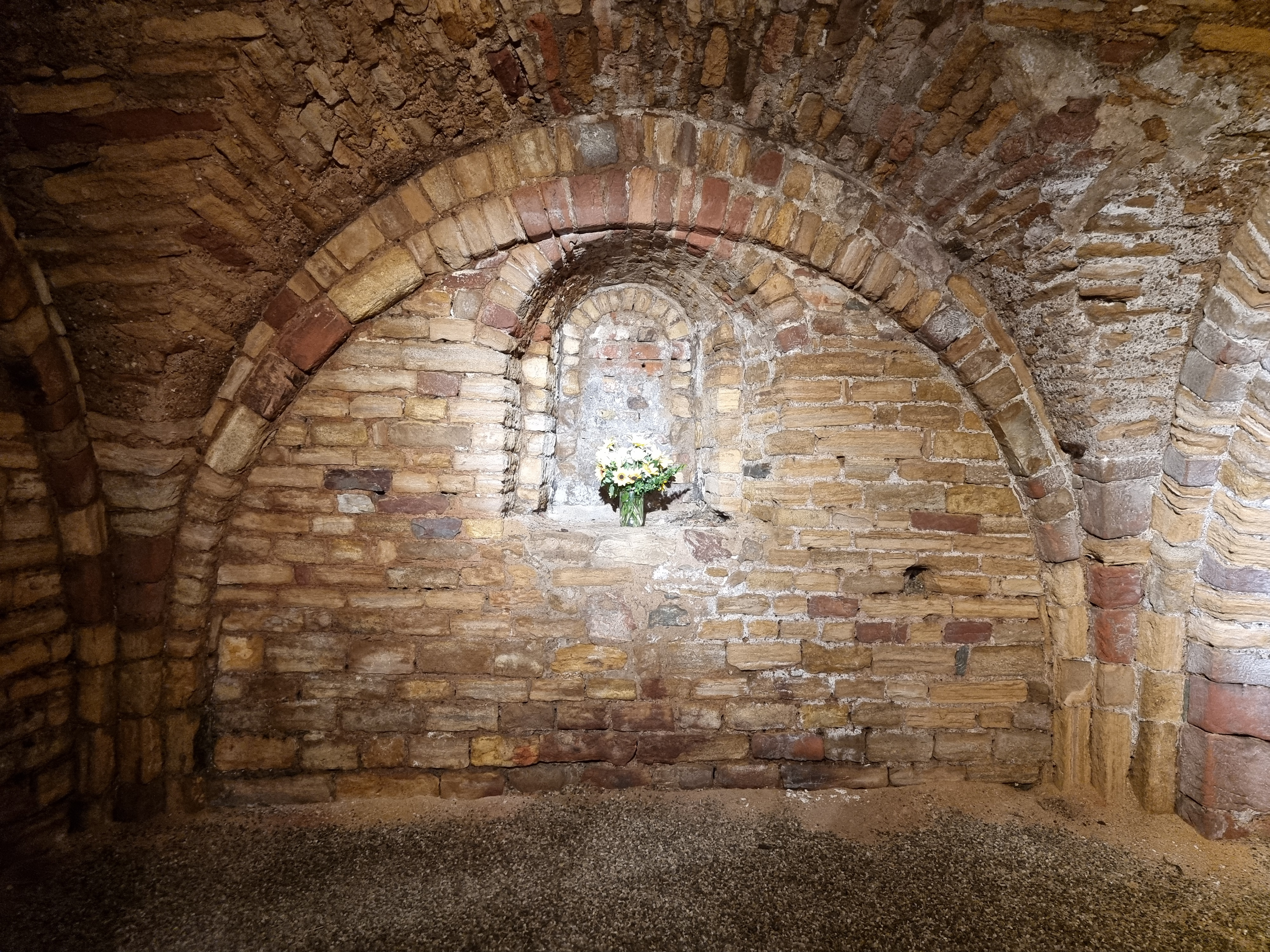
Brückenkapelle

Die Drususbrücke ist eine Straßenbrücke und führt bei Bingen am Rhein über die Nahe. Im 11. Jahrhundert erbaut, ist sie die älteste erhaltene Steinbrücke des Mittelalters in Deutschland.

## Lage und Umgebung
Die Drususbrücke befindet sich am Unterlauf der Nahe, etwa 1200 m vor deren Mündung in den Rhein. Sie ist eine von zwei Straßenverbindungen zwischen der Stadt Bingen auf dem rechten und deren Stadtteil Bingerbrück sowie der Gemeinde Münster-Sarmsheim auf dem linken Ufer der Nahe und Teil der Fernverbindung zwischen Hunsrück und Mainz (Ausoniusstraße).

## Architektur

### Brücke
Die Brücke hat sieben Brückenpfeiler (fünf Strompfeiler) und sechs Bogen. Sie ist insgesamt 126 m lang, die einzelnen Feldlängen variieren von ca. 12,50 m (Außenfelder) bis knapp 15,00 m (Mittelfeld). Das Bauwerk steigt zur Mitte hin leicht an. Die Grundkonstruktion stammt aus dem 11. Jahrhundert. Ursprünglich war die Brücke westlich um einen Bogen länger, der aber im Zuge des Baus der Nahetalbahn 1859 beseitigt wurde. Die Brückenpfeiler bestehen aus Rotsandstein-Quadern, die flussaufwärts mit Eisbrechern besetzt sind. Ursprünglich war die Brücke im Übrigen ein Bruchsteinbau. Heute ist sie mit Quarz-Porphyr verkleidet.

### Brückenkapelle
In einem unterirdischen Hohlraum jenseits des östlichen Widerlagers (am rechten Nahe-Ufer) ist eine kleine romanische Brückenkapelle eingelassen. Über dem Schieferfels befinden sich drei Hohlräume vor dem ersten Pfeiler. Der direkt am Pfeiler gelegene Hohlraum wurde mit Kreuzgratgewölbe, Fenster und nach Osten gelegener Apsis ausgebaut. Der heutige Zugang stammt aus dem 19. Jahrhundert. 1893 wurde das bei Straßenbauarbeiten beschädigte Gewölbe repariert. Als die Brücke beim Wiederaufbau 1951/1952 verbreitert wurde, musste das Fenster des Kapellenraums vermauert werden. Heute führen die Stefan-George-Straße und die Saarlandstraße über die Kapelle. Am Tag des offenen Denkmals ist sie in der Regel für Besucher zugänglich.

## Geschichte

### Römische Nahe-Brücke
Der Name der Brücke leitet sich von dem römischen Feldherrn Drusus ab und wird erst seit dem 19. Jahrhundert verwendet. Zuvor wurde die Brücke als „binger brück“ oder „Nahebrücke“ bezeichnet. Die römische Brücke stand etwas flussabwärts der heutigen Brücke, ungefähr in Höhe der Basilika. Ein baulicher Zusammenhang mit der heutigen Brücke besteht also nicht. Die Bauzeit der römischen Brücke konnte anhand einer dendrochronologischen Bestimmung von Resten der Brückenpfähle auf das Jahr 77 festgelegt werden.

### Mittelalterliche Nahe-Brücke
Vor der Mitte des 11. Jahrhunderts entstand eine neue Steinbrücke, deren Baubeginn wohl noch in die Zeit von Erzbischof Willigis von Mainz reicht. Diese mittelalterliche Brücke wurde 1689 während des Pfälzer Erbfolgekriegs von französischen Truppen beschädigt, die einen Strompfeiler mit zwei Bögen sprengten. 1699 wurde die Lücke mit einer Holzkonstruktion geschlossen und 1772 in Stein wieder aufgebaut.
Seit 1816 war die Brücke eine Grenzbrücke, als Rheinhessen in der Folge des Wiener Kongresses dem Großherzogtum Hessen zugesprochen wurde. Die Brücke führte nun vom hessischen Bingen in das preußische Bingerbrück.
Die nächste Beschädigung der Brücke erfolgte im Zweiten Weltkrieg, im März 1945, durch deutsche Truppen auf ihrem Rückzug vor den Alliierten. Hierbei wurden drei Brückenbögen zerstört. Beim Wiederaufbau 1951/52 wurde die Brücke um drei Meter verbreitert. Von Mai 2005 bis März 2006 wurde sie für ca. 850.000 Euro mit Mitteln des Landes Rheinland-Pfalz saniert und dabei auch die ursprüngliche Natursteinpflasterung der Fahrbahndecke durch Asphalt ersetzt.
Die Drususbrücke ist ein Kulturdenkmal nach dem Denkmalschutzgesetz des Landes Rheinland-Pfalz und Teil der Route der Industriekultur Rhein-Main.